# Iglesia de Salinas de Yocalla
San Salvador de Salinas de Yocalla es una iglesia ubicada en el municipio boliviano de Yocalla, a orillas del río Pilcomayo, a 68 km de la ciudad de Potosí,en el departamento homónimo. La edificación es parte del Patrimonio cultural de Bolivia y tiene la categoría de Monumento declarado en 1967.Posee una portada barroca-mestiza de una vasta riqueza ornamental. 

## Historia
La iglesia fue construida en 1747 para dar servicio a los habitantes y las familias relacionadas con la extracción de sal colorada y cal hidráulica para la minería en el sector estuvo abandona por mucho tiempo a partir del cese de la actividad de extracción en el municipio. Por las dimensiones y la suntuosidad del templo se supone que la actividad y las personalidades del lugar pudieron tener una relevancia cuyo registro aún no abastece la necesidad de información al respecto

Sobre Yocalla el texto TRAVELS IN VARIOUS PARTS OF PERU,INCLUDING A YEAR'S RESIDENCE IN POTOSI, de Edmond Temple, publicado en 1830 menciona:
En el viaje de este día, de diez leguas, hasta el romántico pueblo indio de Yocalla, vi rocas y montañas de apariencia más curiosa y de forma más fantástica que cualquiera que hubiera observado hasta ahora. En las laderas de algunas montañas se encontraban restos de murallas, construidas en forma regular.

Plataformas los rodean desde su base hasta sus cimas, formando terrazas en las que, o entre las que, los indios de antaño cultivaban sus cultivos; pero donde estos signos son de antigua población e industria, ahora todo está desolado y no existe ninguna habitación humana en su vecindario.
A partir del texto se tiene claro que para 1830 el lugar había perdido su esplendor y que la escala y lujo del Templo obedecen a factores anteriores que ya para 1830 habrían desaparecido.

Al respecto una de las múltiples citas y traducciones del libro metalúrgico Arte de los metales, se cita a Alvaro Alonso Barba,español del s XVII quien menciona las salinas como un lugar estupendo por su cercanía a la ciudad de Potosí y el Cerro Rico.Otro texto haciendo eco del texto de Barba lo cita así:
pero las minas de sal Yocalla , que puso Dios tan cerca de este riquísimo cerro y villa de Potosí para que no le faltare nada para el logro de sus metales , han dado y dan tanta , que casi parece su numero increíble. Gástanse por lo menos mil y quinientos quintales cada día , y ha muchos años que dura este consumo
Es de suponer que la iglesia fue reconstruida o modificada posteriormente ya que documentos de época refieren:
Hacia 1750 en Yocalla el doctor Don Josep Ignacio Vibanco cura vicario y juez eclesiástico del asiento de Salinas de Yocalla Yocalla […] en tiempo de tres años a expensas mias he fabricado Iglesia toda de nuevo para cuyos gastos pagar a operarios y costeo de materiales me he quitado los emolumentos debidos a mi ocupación enagenandome de mis propios bienes […] por tanto se ha de servir a Sa Majestad de admitirme en oposición a los beneficios siguientes (...)

### Restauración

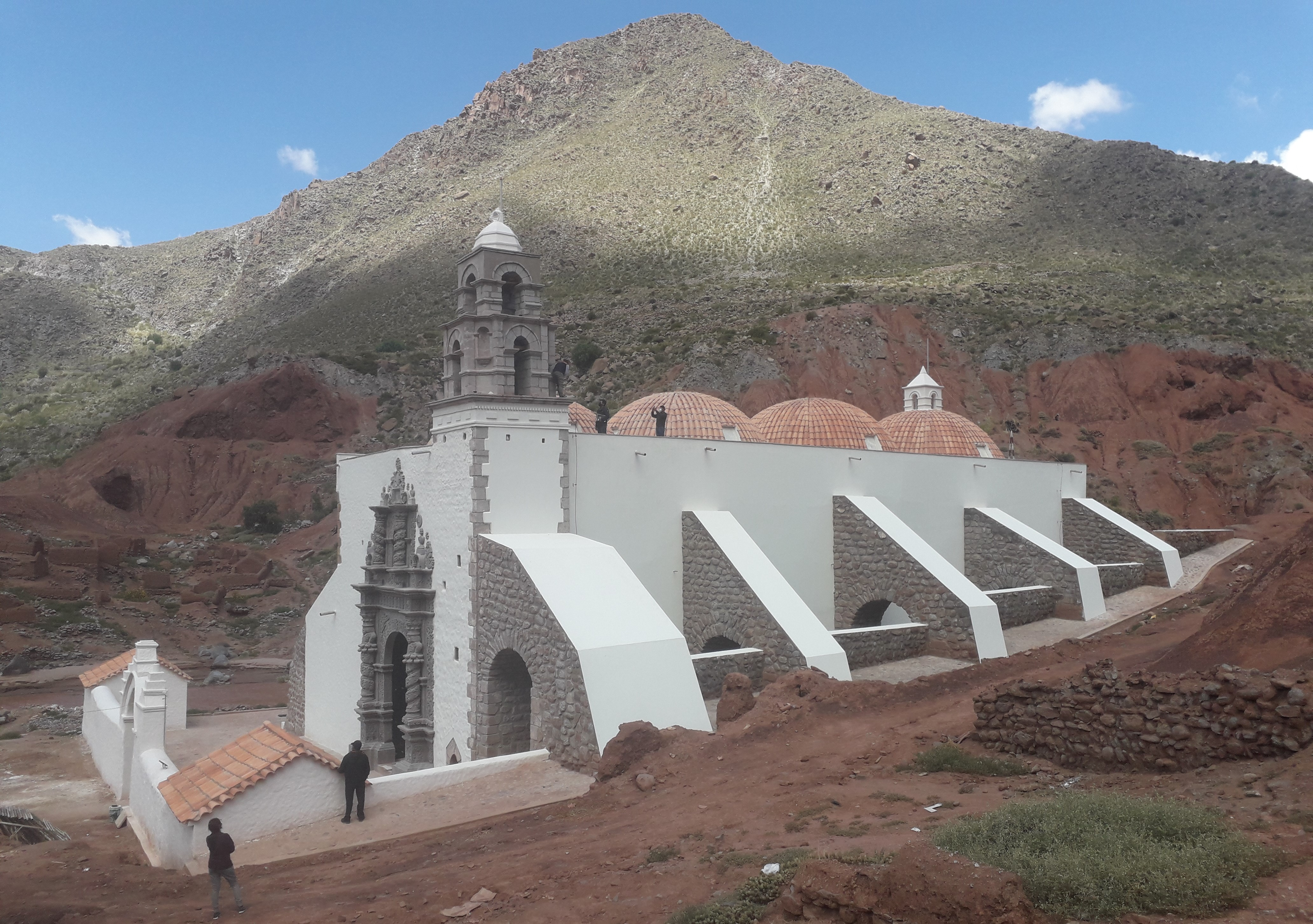
Imagen de la Iglesia tras la restauración.

Fue restaurada en 2021 a través de la inversión de la Gobernación del Departamento y el municipio de Yocalla. Las obras incluyeron:  consolidación estructural de cúpulas de la nave principal, restauración  arquitectónica de área exterior, trabajo en el interior, restauración de la carpintería y pinturas murales. Adicionalmente se hicieron trabajos en el área exterior. Las obras fueron cuestionadas en 2020 por diferentes decisiones técnicas que se señalaron como inapropiadas para un trabajo de restauración  

## Características

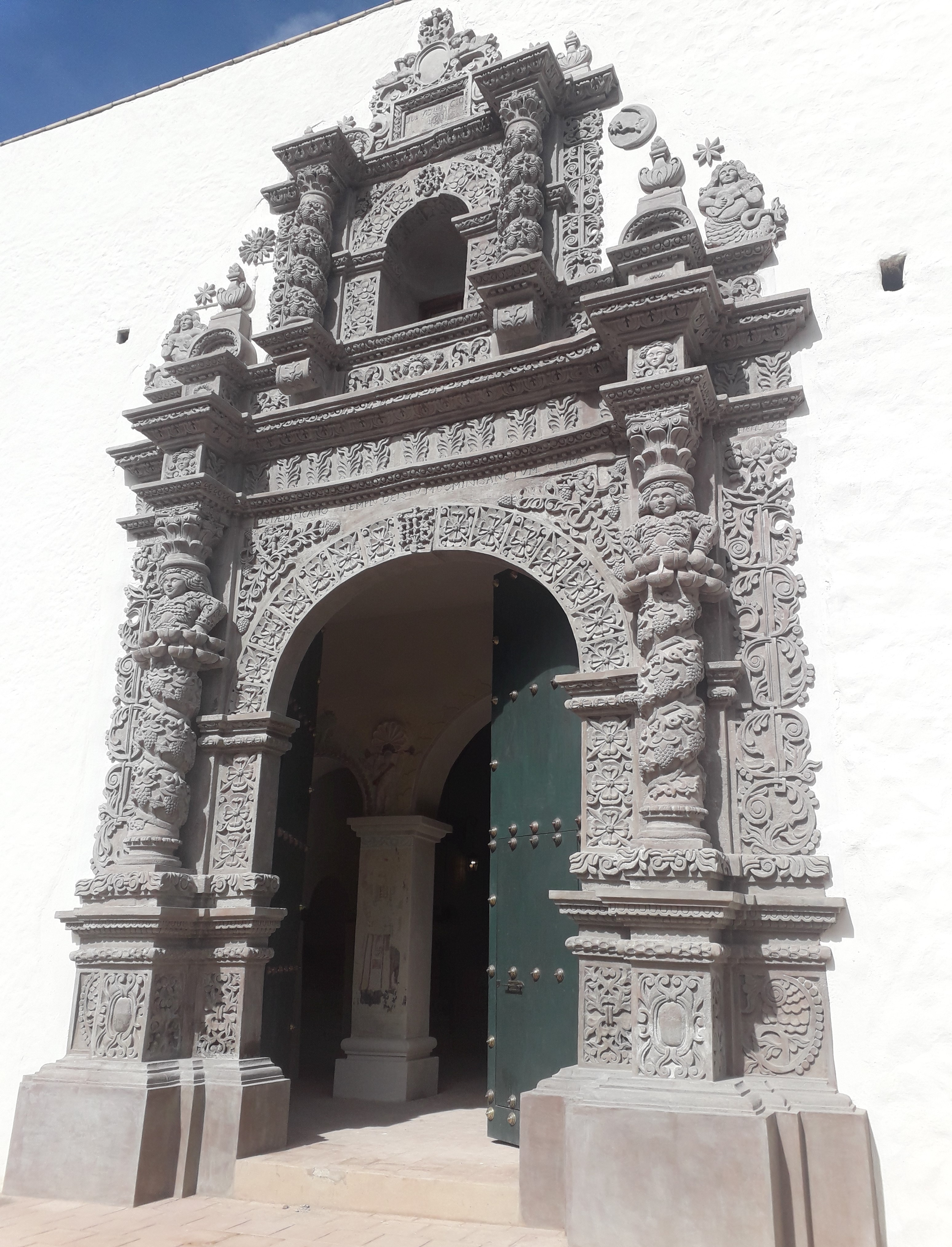
Portada de piedra tallada.

La fachada del templo presenta una amplia decoración en la que se destacan numerosas figuras como sirenas con charangos, se ha postulado la idea de que fueran  las sirenas Quesintuu y Umantuu y que su presencia es una evocación del paraíso  La portada presenta muchas similitudes con la portada de la Iglesia de San Lorenzo de Carangas.

### Traslado de elementos
El retablo principal del templo fue trasladado al Templo de San Martín de la ciudad de Potosí.
Unos de los púlpitos de la Iglesia del Templo de San Pedro en Potosí, fue trasladado desde la Iglesia de Yocalla para su mejor conservación.

## Galería

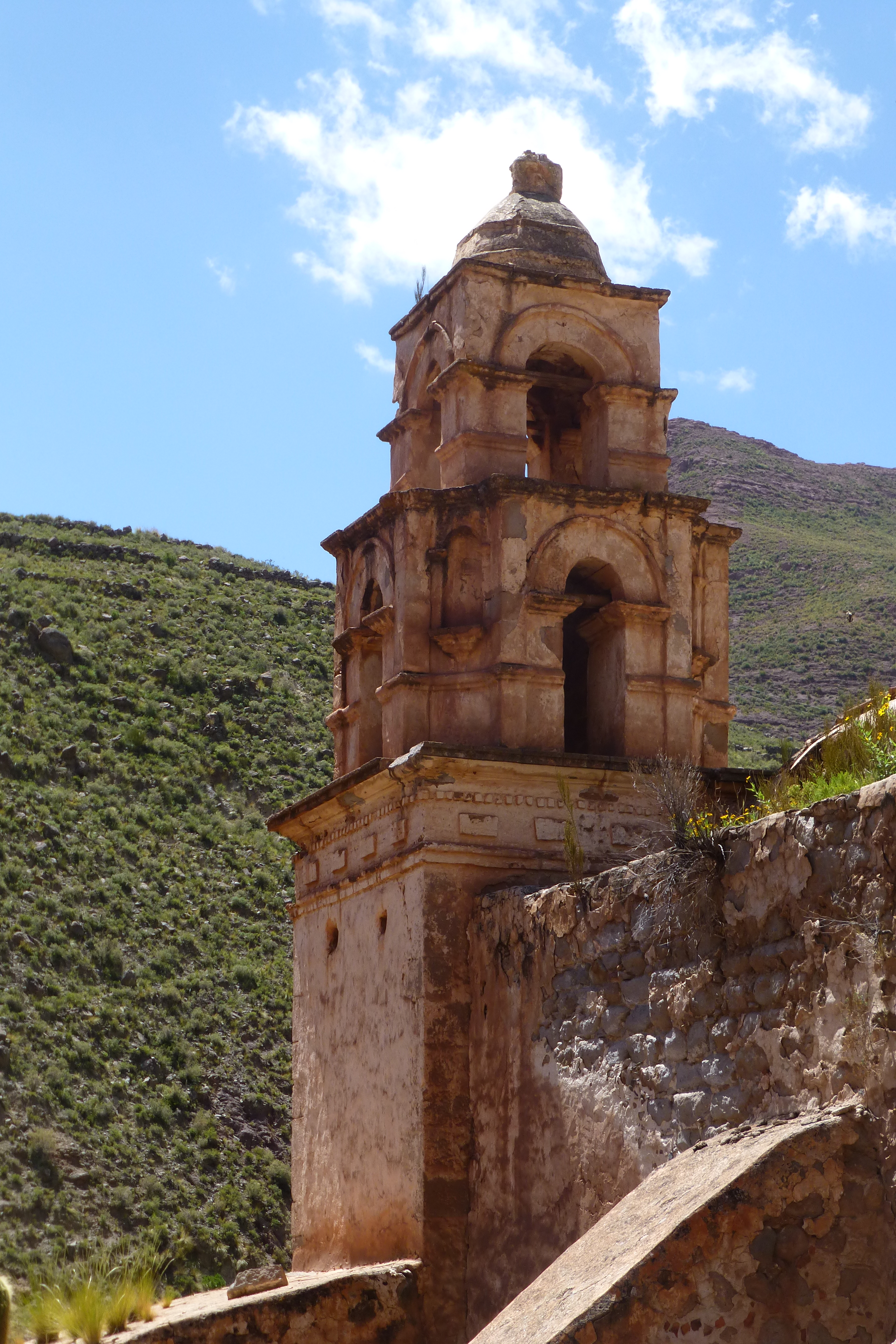
Torre antes de la refacción.
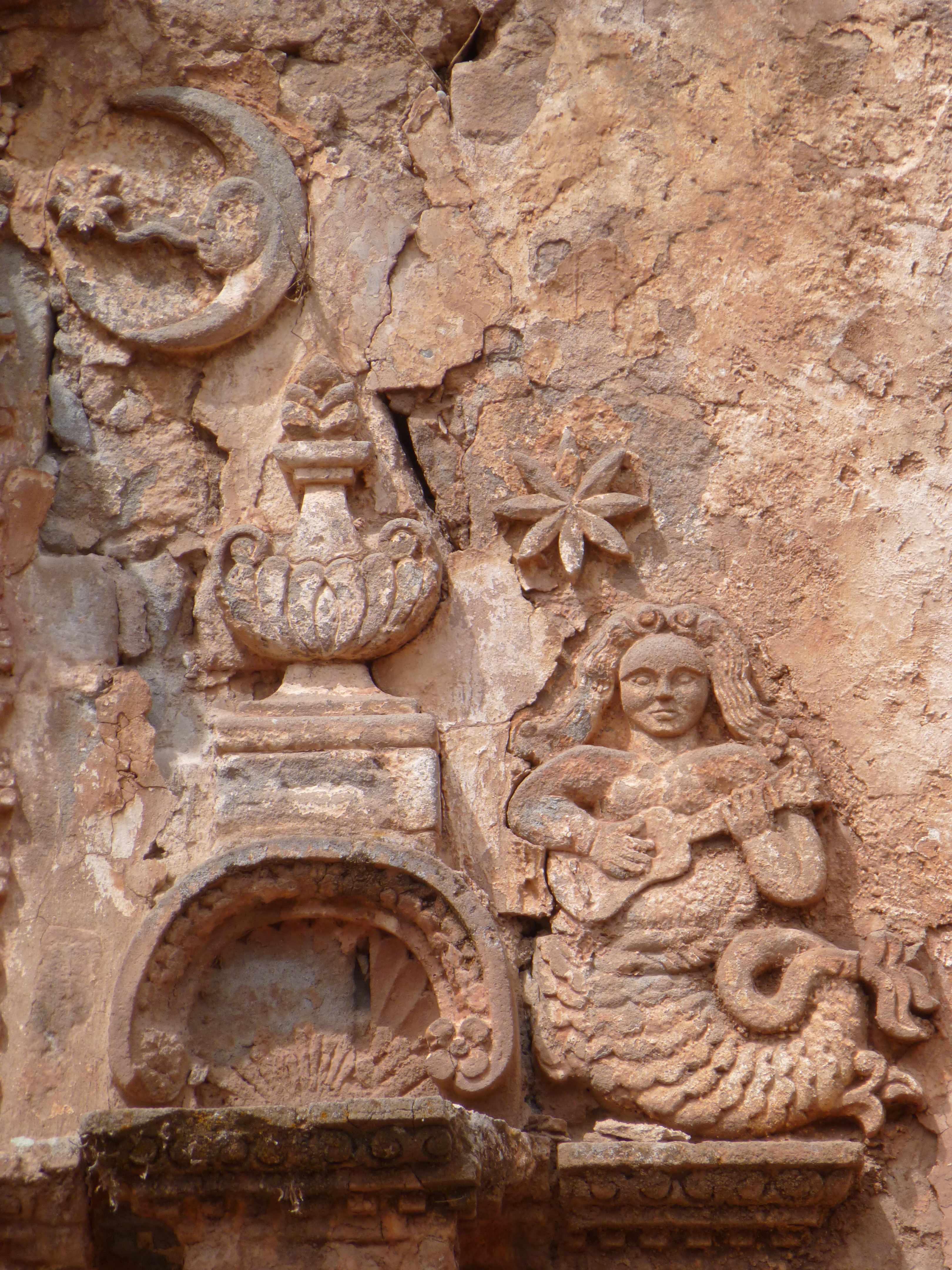
Sirenas charanguistas, motivo frecuente en el barroco mestizo.
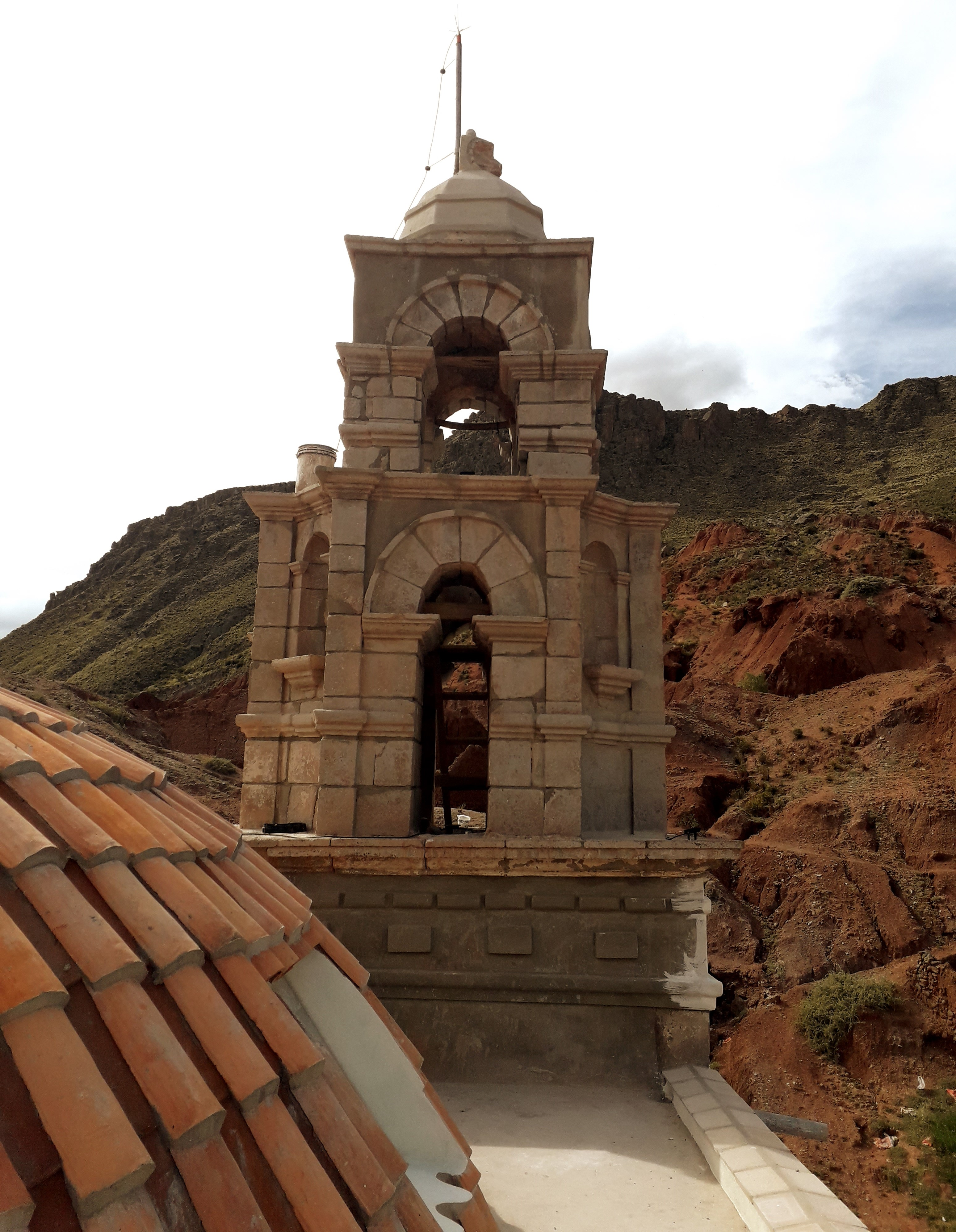
Cúpula y torre del Templo.
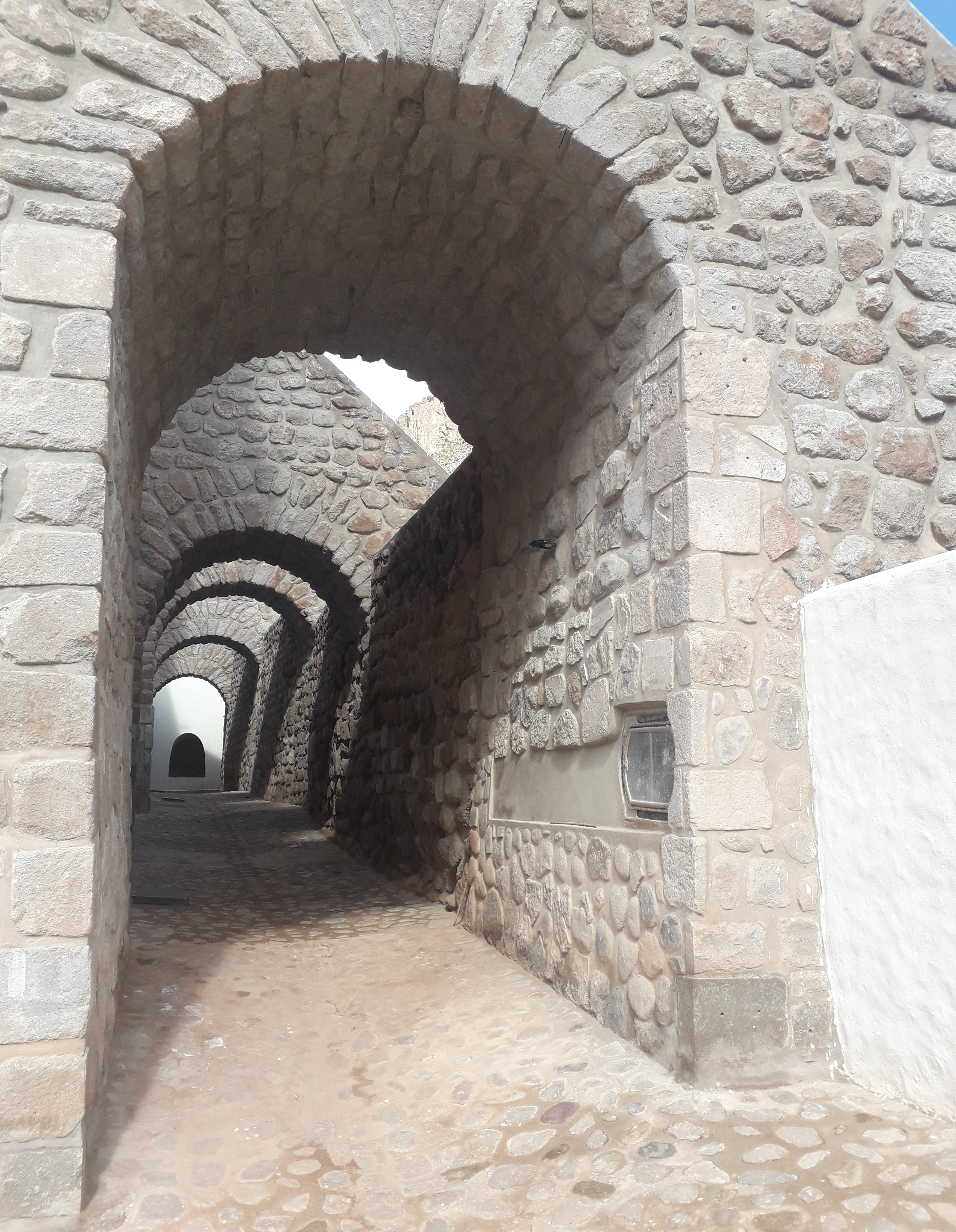
Arcos de los amplios contrafuertes.